# Gliptografia

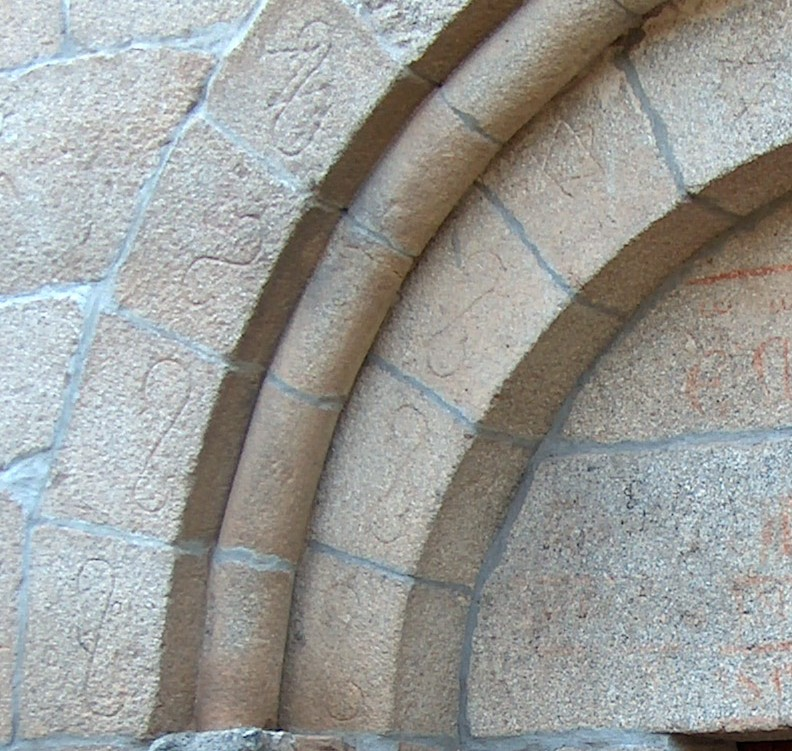
Marcas de pedreiro na Igreja de Nossa Senhora da Conceição (Ermida), Portugal.

A gliptografia (do grego glyptos (gravado) e graphein (descrever)) é a ciência que estuda as pedras antigas gravadas.